# Angry Birds 2: La pel·lícula
Angry Birds 2: La pel·lícula (títol original en anglès: The Angry Birds Movie 2) és una pel·lícula en 3D animada per ordinador de comèdia del 2019. Està produïda per Rovio Animation i Sony Pictures Animation. És la seqüela d'Angry Birds: La pel·lícula dirigida per Thurop Van Orman i John Rice, produïda per John Cohen i escrita per Peter Ackerman L'elenc principal inclou a Jason Sudeikis, Josh Gad, Danny McBride, Bill Hader i Peter Dinklage, i també compta amb la participació de Rachel Bloom, Leslie Jones, Sterling K. Brown, Awkwafina, Eugenio Derbez, Tiffany Haddish entre d'altres.
Va recaptar 117,4 milions de dòlars a escala mundial i va comptar amb un pressupost de 65 milions. Ha estat doblada i subtitulada al català.